# Abudefduf saxatilis
Abudefduf saxatilis là một loài cá biển thuộc Abudefduf trong họ Cá thia. Loài cá này được mô tả lần đầu tiên vào năm 1758.

## Từ nguyên
Tính từ định danh saxatilis trong tiếng Latinh có nghĩa là "sống giữa những tảng đá", hàm ý có lẽ đề cập đến việc loài cá này sống giữa các rạn san hô.

## Phạm vi phân bố và môi trường sống
A. saxatilis có phạm vi phân bố phổ biến ở Đại Tây Dương. Ở bờ tây, từ bang Bắc Carolina và Bermuda, loài cá này được ghi nhận dọc theo bờ biển phía đông và nam Hoa Kỳ, cũng như toàn bộ bờ biển trong vịnh México và biển Caribe, trải dài đến đảo Trinidad; ở phạm vi phía nam, A. saxatilis xuất hiện dọc theo bờ biển Brasil từ São Luís, Maranhão đến bang Santa Catarina. Những ghi nhận về sự xuất hiện của cá con đã mở rộng phạm vi cả về phía bắc và phía nam: bang Rhode Island (Hoa Kỳ) và Uruguay. Ở bờ đông, từ Cabo Verde và Sénégal, A. saxatilis được ghi nhận dọc theo bờ biển Tây Phi đến Bắc Angola. A. saxatilis cũng có mặt tại vùng biển bao quanh các quần đảo ở Trung Đại Tây Dương.
A. saxatilis trưởng thành sống gần những rạn san hô và đá ngầm ở độ sâu đến ít nhất là 40 m, còn cá con sống trong các hồ thủy triều và thường bơi lẫn vào đám tảo Sargassum.

### Loài xâm nhập
A. saxatilis đã được phát hiện ở Tây Địa Trung Hải thông qua những bức ảnh chụp ở ngoài khơi Tarragona (Tây Ban Nha) vào năm 2009, nhưng đến năm 2012 thì cá thể này mới được xác định là A. saxatilis. Những cá thể trước đây được cho là Abudefduf vaigiensis dọc theo bờ biển Israel (thuộc khu vực biển Levant) cũng đã được xác định lại là A. saxatilis. A. saxatilis cũng được ghi nhận ở ngoài khơi Thổ Nhĩ Kỳ, Malta và ngoài khơi Muggia (thuộc biển Adriatic).
Theo De Beaufort (1940), A. saxatilis có thể được phân biệt với các loài cùng chi bởi dải sọc thứ năm bên kéo dài ngược lên trên các tia sau của vây lưng. Ngoài ra, Allen (1991) cho biết, ở A. saxatilis, dải sọc thứ tư thường bắt đầu từ ngay sau tia gai vây lưng cuối cùng. Còn Azzurro và các cộng sự đã công bố một cuộc trao đổi cá nhân với Tiến sĩ P. Heemstra, người đã xem sự xuất hiện của hai đốm đen trên cuống đuôi là một đặc điểm khác để phân biệt loài này với A. vaigiensis.
A. saxatilis và A. vaigiensis có kiểu hình rất giống nhau đến nỗi khó mà phân biệt nếu chỉ nhìn thoáng qua, và cả hai đều xuất hiện ở Địa Trung Hải, nên Dragičević và các cộng sự đặt ra nghi vấn rằng có sự lẫn lộn về mặt phân loại học giữa hai loài này nếu chỉ dựa vào hình chụp. Điều này sẽ không ảnh hưởng đến những phân loại dựa vào bằng chứng phân tử sinh học, là trường hợp mà A. saxatilis được báo cáo tại bờ biển Israel.

## Mô tả

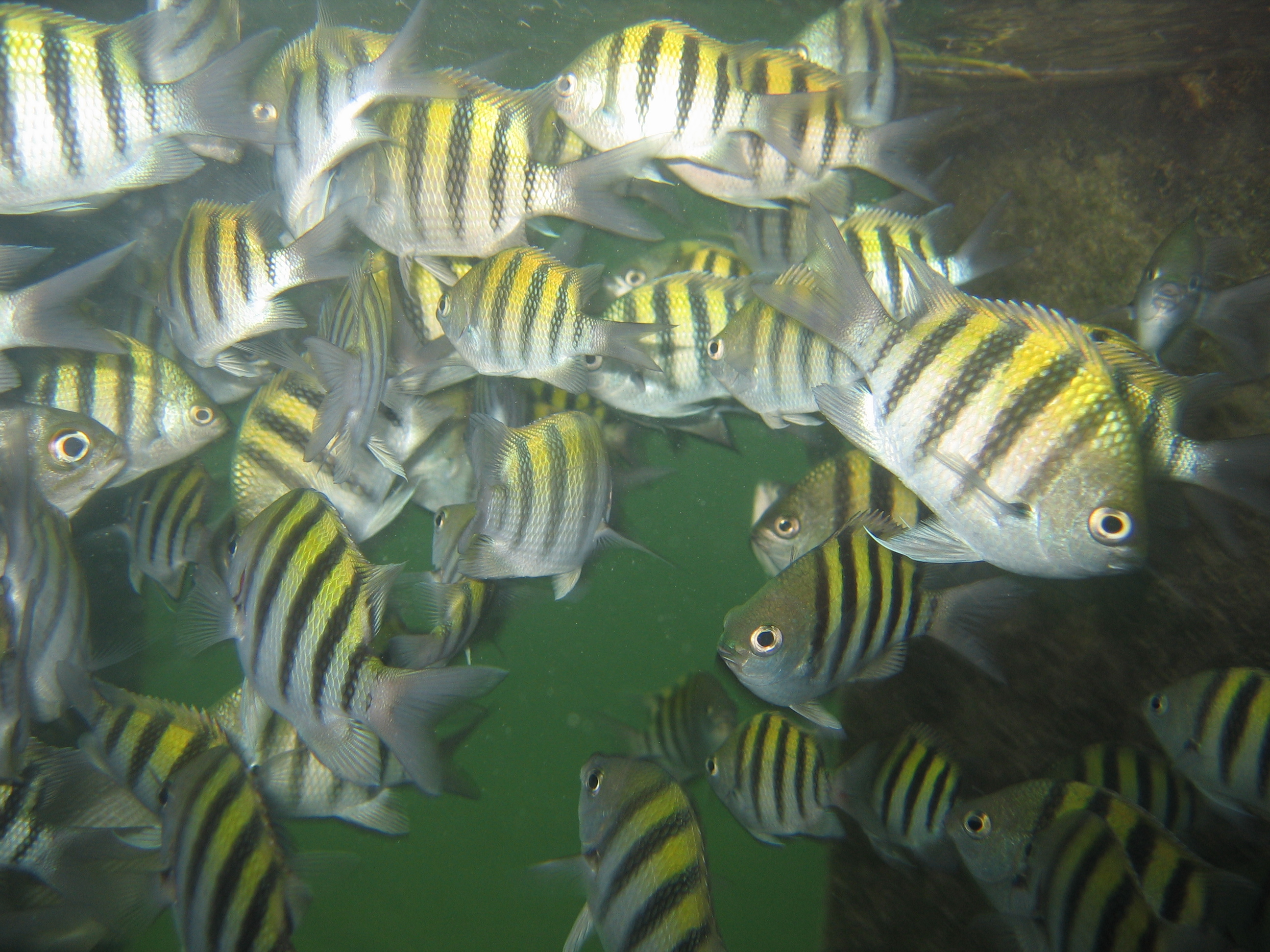
Một đàn A. saxatilis

Chiều dài cơ thể tối đa được ghi nhận ở A. saxatilis là 23 cm. Cơ thể hình bầu dục, có 5 dải sọc dọc màu đen ở hai bên thân và một sọc mờ hơn ở cuống đuôi; vây đuôi xẻ thùy, hình đuôi kéo. A. saxatilis có hai pha màu được quan sát: pha màu sáng và pha màu tối.
Ở pha màu sáng, A. saxatilis có màu xám bạc, đôi khi ánh màu xanh lục; vùng lưng và 1/3 thân trên có màu vàng. Vây lưng, vây đuôi và vây hậu môn có màu xám nhạt. Có một đốm đen ở gốc trên của vây ngực. Ở pha màu tối, cơ thể hoàn toàn có màu xám sẫm hoặc trắng xanh lam; màu cơ thể đôi khi có thể lấn át cả màu đen của sọc. Pha màu tối thường được quan sát ở những con đực trong quá trình sinh sản và đang canh giữ tổ trứng.
Số gai ở vây lưng: 13; Số tia vây ở vây lưng: 12–13; Số gai ở vây hậu môn: 2; Số tia vây ở vây hậu môn: 10–13; Số tia vây ở vây ngực: 16–20.

## Sinh thái và hành vi

### Kiếm ăn
A. saxatilis là một loài ăn tạp. Thức ăn của chúng bao gồm tảo biển, động vật giáp xác và cá nhỏ, cũng như ấu trùng của những loài thủy sinh không xương sống. Ngoài ra, A. saxatilis cũng có thể ăn nội tạng trôi dạt từ xác của những loài vật khác. Cá trưởng thành thường hợp thành đàn lớn lên đến vài trăm cá thể.
Tại quần đảo Fernando de Noronha, loài cá này được được ghi nhận là ăn chất thải của cá heo Spinner (phân và chất nôn mửa).

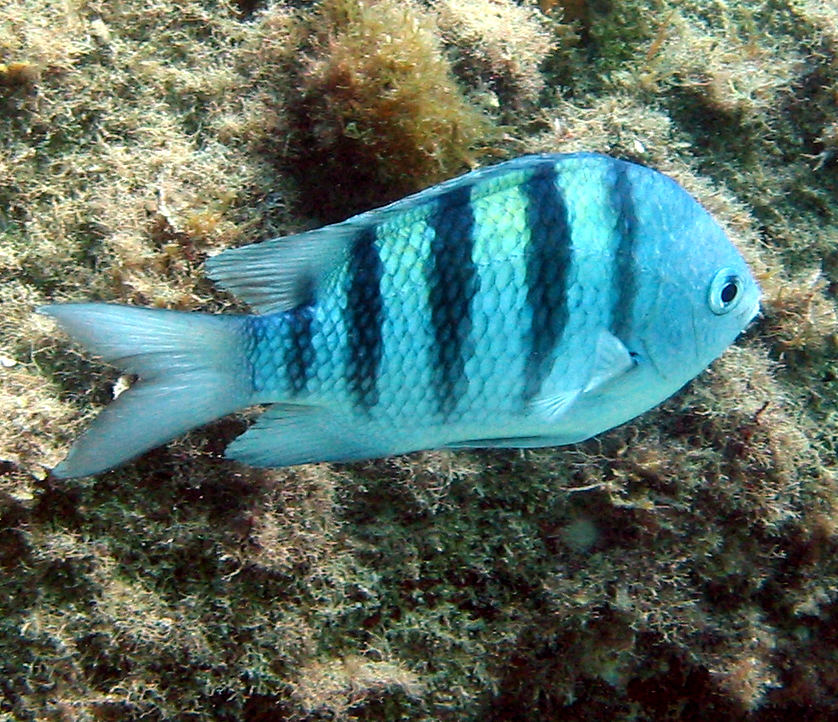
A. saxatilis màu trắng xanh

### Dọn vệ sinh
Cũng tại quần đảo Fernando de Noronha, các nhà khoa học đã ghi nhận những "trạm vệ sinh" được lập bởi những cá thể chưa trưởng thành của A. saxatilis và hai loài cá đuôi gai Acanthurus coeruleus và Acanthurus chirurgus (12 - 25 cá thể với chiều dài nằm trong khoảng từ 7 đến 12 cm). "Khách hàng" mà chúng phục vụ là những cá thể đồi mồi dứa (Chelonia mydas).
Trước khi làm vệ sinh cho đồi mồi dứa, những "nhân viên vệ sinh" sẽ thực hiện một cuộc kiểm tra đặc trưng trên cơ thể đồi mồi, sau đó chúng sẽ cắn vào da của đồi mồi. Một số vết cắn trên da đồi mồi là do chúng bị "bức ép" bởi những "nhân viên vệ sinh". Thỉnh thoảng, đồi mồi dứa di chuyển chi trước của mình để đuổi những cá thể kiếm ăn theo cách này. Các bộ phận cơ thể của đồi mồi dứa được kiểm tra và làm sạch nhiều nhất là chân chèo.
Phần mai cũng được cả ba loài kể trên kiểm tra, nhưng chỉ có duy nhất A. chirurgus là kiếm ăn ở khu vực này. Chúng ăn tảo bám trên mai của đồi mồi dứa như cách mà chúng ăn tảo dưới đáy biển.

### Sinh sản
A. saxatilis là loài đẻ trứng, có độ dính để bám chặt vào nền đáy. Cá đực có tập tính chăm sóc và bảo vệ cho trứng.